# 丹波市立小川小学校
丹波市立小川小学校（たんばしりつ おがわしょうがっこう）は、兵庫県丹波市山南町井原に設置されている公立小学校。略称は「小川小（おがわしょう）」。2022年度の生徒数は107人となっている。学制施行に伴い1873年（明治6年）に開校し、2023年に150周年を迎えた。

## 沿革
- 1873年 - 学制施行に伴い開校。

## 校区が隣接する学校
- 丹波市立久下小学校
- 丹波市立南小学校
- 丹波市立和田小学校
- 西脇市立桜丘小学校